# 襄州 (北魏)
襄州，中国南北朝时设置的州。
北魏孝昌中置，治所在北平县（今河南省方城县东南）。辖境相当今河南省舞阳、方城等县及泌阳县北部、叶县南部地。北齐移治叶县（今河南叶县南）。北周废。《周书·文帝纪》：西魏大统十二年（546年），“东魏遣其将侯景侵襄州”，即此。